# 1961 في إيطاليا
فيما يلي قوائم الأحداث التي وقعت خلال عام 1961 في إيطاليا.

## سياسة

### انتهاء فترة المنصب
- 30 أكتوبر – لويجي إيناودي عضو مجلس الشيوخ مدى الحياة.

## أفلام
من الأفلام التي صدرت هذه السنة في إيطاليا:
- 1 يناير – أكاتوني من إخراج بيير باولو بازوليني.
- 1 يناير – الطلاق على الطريقة الإيطالية من إخراج بيترو جيرمي، Renzo Marignano [الإنجليزية]‏.
- 1 يناير – الليل من إخراج مايكل أنجلو أنطونيوني.
- 1 يناير – وا إسلاماه من إخراج أندرو مارتون، إنريكو بومبا.

## مواليد

### يناير
- 1 يناير – دافيدي كاساني
- 12 يناير – أندريا كارنيفالي لاعب كرة قدم إيطالي.
- 23 يناير – فاوستو جريسيني متسابق دراجات نارية إيطالي.
- 25 يناير – جيان فرانشيسكو جوديس

### فبراير
- 24 فبراير – جيانكارلو كوراديني

### مارس
- 13 مارس – سيباستيانو نيلا لاعب كرة قدم إيطالي.
- 13 مارس – فاوستو ريتشي متسابق دراجات نارية إيطالي.

### أبريل
- 1 أبريل – سيرجيو سكاريولو مدرب كرة سلة إيطالي.
- 7 أبريل – دانييلا سانتانشي سياسية إيطالية.
- 7 أبريل – لويجي دي أغوستيني لاعب كرة قدم إيطالي.
- 12 أبريل – كورادو فابي
- 20 أبريل – باولو باريلا
- 23 أبريل – بييرلويجي مارتيني سائق سيارة سباق إيطالي.
- 28 أبريل – لورا بولدريني

### مايو
- 20 مايو – روبرتا بينوتي سياسية إيطالية.
- 23 مايو – دانييلي مسارو لاعب كرة قدم إيطالي.

### يونيو
- 18 يونيو – والتر ماجنيفيكو

### يوليو
- 2 يوليو – ألبا باريتي

### أغسطس
- 5 أغسطس – داريو بونيتي لاعب كرة قدم إيطالي.

### سبتمبر
- 26 سبتمبر – أريو كوستا مدير عام إيطالي.

### أكتوبر
- 1 أكتوبر – والتر ماتزاري لاعب ومدرب كرة قدم إيطالي.

### نوفمبر
- 5 نوفمبر – أندريا مانزو لاعب ومدرب كرة قدم إيطالي.

## وفيات

### فبراير
- 26 فبراير – أوبيرتو دي موربورجو (مواليد 1896) لاعب كرة مضرب إيطالي.

### أغسطس
- 3 أغسطس – نقولا كانالي (مواليد 1874) كهنوت إيطالي.

### سبتمبر
- 23 سبتمبر – روميو نيري (مواليد 1903) لاعب جمباز فني إيطالي.

### أكتوبر
- 30 أكتوبر – لويجي إيناودي (مواليد 1874)